# 匙叶垂头菊
匙叶垂头菊（学名：Cremanthodium spathulifolium）是菊科垂头菊属的植物，为中国的特有植物。分布在中国大陆的西藏等地，生长于海拔2,920米的地区，常生于灌丛中，目前尚未由人工引种栽培。

## 异名
- Cremanthodium hirtiflorum S. W. Liu